# Ghoubbet-el-Kharab
Le Ghoubbet el-Kharab (« le Gouffre des Démons », en arabe : قبة الخراب) est une baie djiboutienne séparée du golfe de Tadjourah par une passe au courant violent. Comme  son voisin immédiat, cet espace maritime est une division du golfe d'Aden.
Le Ghoubbet el-Kharab est entouré de montagnes et de falaises de 600 mètres de haut, ainsi que par le volcan Ardoukôba qui le sépare du lac Assal. Il est très profond (200 mètres) et accueille de nombreux poissons et requins que poussent les forts courants du golfe. Cette luxuriance attire des pêcheurs qui font la route depuis la ville de Djibouti. La baie est visitée par des plongeurs et des scientifiques comme le commandant Cousteau.
Le Ghoubbet al-Kharab peut avoir jusqu'à un mètre de différence avec le niveau de la mer, à cause de l'étroitesse de la passe, mais également des marées et des vents.
Au milieu du Ghoubbet al-Kharab, se trouvent deux îles volcaniques : les îles du Diable.

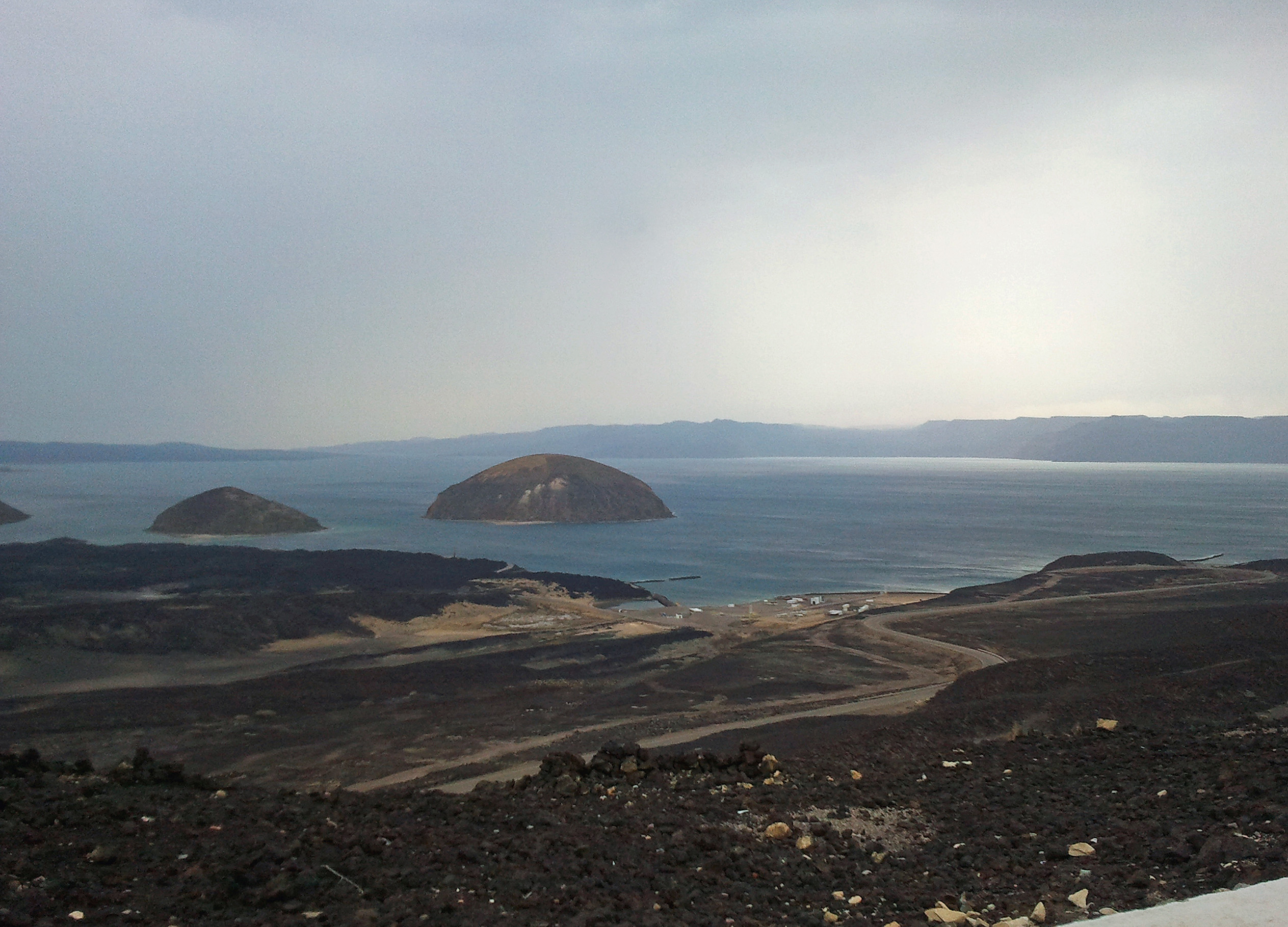
Le Ghoubbet-el-Kharab